# Ульрих Мекленбургский
Ульрих Мекленбургский (нем. Ulrich zu Mecklenburg; 5 марта 1527, Шверин — 14 марта 1603, Гюстров) — герцог Мекленбурга, правивший в Мекленбург-Гюстрове в 1555/56—1603 годах, и старейшина совета германских имперских князей. Также известен как Ульрих III, если учитывать двух герцогов Мекленбург-Штаргарда, также носивших имя Ульрих.

## Биография
Ульрих — третий сын герцога Альбрехта VII Мекленбургского и его супруги Анны Бранденбургской. Отец Ульриха участвовал в датской Графской распри, и Мекленбург-Гюстров погряз в долгах. После смерти отца Ульрих передал правление этими землями сначала своему старшему брату Иоганну Альбрехту I, но император пожаловал земли в лен ему и его младшему брату герцогу Георгу.
В 12 лет Ульрих был отправлен на воспитание к баварскому двору. Затем он изучал теологию и юриспруденцию в Ингольштадте. После смерти отца он поначалу отказался от власти и обосновался в Бютцове, а в 1550 году наследовал своему кузену Магнусу III в качестве администратора Шверинского епископства. Позднее он также женился на его вдове Елизавете Датской, дочери короля Дании Фредерика I.
После смерти дяди Генриха V Мекленбургского по условиям договорённости Ульрих настоял на своём участии в управлении страной, раз уж его брат Иоганн Альбрехт I никак не способствовал погашению долгов, а наоборот увеличивал их своим участием в Шмалькальденской войне против императора и покровительствуя искусству и наукам. Разразился крупный конфликт по поводу наследства, который удалось уладить только по Руппинскому решению бранденбургского курфюрста Иоахима II.
17 февраля 1555 года Ульрих стал соправителем своему брату в Гюстрове. В 1556 году при сохранении общего управления Мекленбургом совместно со своим братом он получил власть в восточной части Мекленбурга с резиденцией в Гюстрове, а его брат Альбрехт I — западную часть Мекленбурга и Шверин в качестве резиденции. После смерти брата в 1576 году Ульрих выступал регентом для потомков брата — сыновей Иоганна VII и Сигизмунда Августа в 1576—1585 годах и внука Адольфа Фридриха I до 1603 года. Ульрих сделал Гюстровский замок своей главной резиденцией. Помимо этого резиденциями Ульриха были крепость Штаргард, княжий двор в Нойбранденбурге, а также замки в Даргуне, Доберане и Бютцове.
В 1582 году он в последний раз отправился в торжественную поездку на рейхстаг с большой свитой и помпой в Аугсбург.
Ульрих воплощал в себе тип правителя Нового времени, обладающего универсальным образованием. Он превратился в одного из наиболее значительных представителей мекленбургской династии. Этому способствовал его спокойный и вдумчивый образ действий, а также смелость, которая берёт города. Ему удалось содержать свою часть страны практически без долгов, после своей смерти он даже оставил состояние в 200 тысяч гульденов. Вместе с Тихо Браге и Давидом Хитреусом Ульрих участвовал в научных беседах своего времени и состоял в переписке с гуманистами, например, с Генрихом Рантцау. В 1594 году он как глава Нижнесаксонского имперского округа организовал военную и финансовую помощь для борьбы с угрозой турецкого нашествия и долгое время занимал пост старейшины совета германских имперских князей. Спустя месяц после своей смерти он с почестями, каких никогда не видел Гюстров, был торжественно похоронен в местном соборе, а монументальное стенное надгробие для него и его супруги создал Филипп Брандин.

## Значение
Ульрих занимался преимущественно внутренней политикой, особое внимание уделяя общественным интересам. Он навёл порядок в местной церкви, юстиции и администрации не только на бумаге, а строго и настойчиво заботился о том, чтобы многое из написанного было воплощено в жизнь. Особо долгой оказалась жизнь пересмотренного им церковного устава, который был издан незадолго до смерти Ульриха и действовал до ликвидации монархии.
Внешнюю политику Ульрих проводил также с большой вдумчивостью. С момента прихода к власти и до самой своей смерти он не вёл ни одной войны. Ещё меньше проку он видел в конфессиональных войнах и поэтому не участвовал в отличие от своих братьев в Шмалькальденской войне или военном походе 1552 года. Ульрих был глубоко верующим лютеранином, поскольку видел прочность его обоснования в письменном виде. В то же время он был чужд религиозному фанатизму. Он пытался ограничить споры между учениями стенами университетов, где им было место для обсуждения. В местной церкви господствовало установившееся научное мнение. В то же время он относил себя к фракции верных императору князей-лютеран под предводительством его кузена Августа Саксонского, оказывал поддержку движению Книги Согласия, которую он считал трудом объединяющим, а не вносящим раскол.
Ульрих твёрдо следовал законам и в связи с этим приглашался в качестве посредника. Так, с курфюрстом Августом он выступил посредником между королём Дании Фредериком II и герцогами Иоганном и Адольфом Шлезвиг-Гольштейнскими, с которыми у него также сложились великолепные отношения. Ульрих снискал особое уважение, став преемником своего родственника (тестя племянника) Адольфа Шлезвиг-Гольштейн-Готторпского на посту старейшины Нижнесаксонского имперского округа.

## Потомки
Единственный ребёнок, родившийся в браке с Елизаветой Датской, София Мекленбург-Гюстровская вышла замуж за короля Дании Фредерика II. Помимо будущего короля Дании Кристиана IV в этом браке родились принц Ульрих Датский, получивший своё имя в честь деда. Этот Ульрих наследовал своему деду в качестве администратора Шверинского епископства. Сын Кристиана IV был также назван Ульрихом в честь мекленбургского герцога и под именем Ульриха III стал преемником в Шверинском монастыре. Второй брак Ульриха с Анной Померанской, дочерью герцога Филиппа, остался бездетным.